# Porongos (rijeka)
Porongos je rijeka u Urugvaju. Protječe departmanom Flores u središnjem dijelu Urugvaja.  Ulijeva se u rijeku Yí na kraju svoga toka.
Pripada slijevu Atlantskog oceana. Ukupna dužina njezina toka od izvora do ušća u rijeku Yí iznosi 69 kilometara.
Protječe uz grad Trinidad, glavni grad departmana Flores. Zbog toga je gradski nogometni klub nazvan po rijeci.